# Winkelcentrum 't Rond
Winkelcentrum 't Rond is een overdekt winkelcentrum met parkeergarage in het centrum van de Groningse stad Winschoten. De parkeergarage kent geen betaald parkeren en is geopend tijdens de winkelopeningstijden. Het winkelcentrum opende haar deuren in 2002 en kwam op de plek van het Israëlplein. 
In het centrum zijn twee overdekte winkelstraten: de Synagogepassage en de Reivelpassage. Verder zijn aan de buitenzijde van het centrum winkels en horeca te vinden aan het Israëlplein en de Venne.
Het winkelcentrum heeft een grote vestiging van supermarktketen Lidl, en een vestiging van Action verder zijn er diverse modezaken, een bakkerij, slagerij, bloemenzaak, speelgoedwinkel, woonwinkel, telefoniezaak, drogisterijen en horeca te vinden. Op de eerste etage is een grote sportschool gevestigd.
Boven het winkelcentrum bevinden zich huur- en koopappartementen. De woontoren boven het winkelcentrum is een baken in de skyline van Winschoten.